# 杉野昭夫
杉野 昭夫（すぎの あきお、1944年9月19日 - ）は日本のアニメーター、アニメ監督。北海道北見市出身（札幌市生まれ）。

## 概要
テレビアニメの黎明期から制作現場に入り、以後ほとんどブランクを経ず、足掛け45年以上にわたって活動している。特に『あしたのジョー』『エースをねらえ!』『家なき子』『宝島』などに代表される、出崎統監督とコンビを組んでキャラクターデザイン・作画監督を務めた作品群が著名。
出崎は2007年時のインタビューで、杉野の資質について「杉野昭夫がすごいのは、描くものが全部生きているからなんだよ。だからキャラクターに真実味がある」、「杉野昭夫の描いた丈（『あしたのジョー』）の目を見たときに、『ここまで表現できるのか！だったらもっとやれる！』って思った。どう描いたらいいのかわかんねえぐらいのものを、これまで描いたことのないようなものを彼に描かせたいってね。いい絵を見ると、文字や理屈では表現できないものも表現できるっていう可能性がどんどん広がる」と述べている。「アニメ界の黄金コンビ」と称された出崎・杉野作品に多数参加した大橋学は、2人の仕事上の関係を「相思相愛」「第3の人は要らないんです」と評した。
杉野の線描は、ある者は硬質と評し、またある者は柔らかいと評する独特のタッチ。映画『ブラック・ジャック ふたりの黒い医者』などで杉野と仕事をした手塚眞は、杉野の絵柄を自在に変えられる技術を指摘している。たとえば手塚治虫原作のキャラクターデザインにおいては、『ブラック・ジャック』では原作と異なる印象の劇画調の絵柄、『ユニコ』『ジャングル大帝 劇場版』などでは原作のイメージを踏まえた曲線的な絵柄と、スタイルを使い分けている。
丸山正雄によれば、『あしたのジョー』制作時、杉野は作画監督として原画修正作業を行うにあたって絵コンテを再チェックせず（すべて頭の中に入っている）、また原画家による衣装や小道具の描き間違いも完璧に直していたという。杉野自身によると、『宝島』最終回でジムとシルバーが再会するシーンの作画修正を、涙を流しながら行ったとのこと。森本晃司は、ときに杉野が悲しいシーンの作画修正作業を泣きながら行うことについて、「杉野さんは、コンテに目を通して、このカットはどういう意味かって分かってるから、それだけ思い入れられるんだろうね」と述べている。

## 経歴
小学3年生で手塚治虫の漫画に熱中。高校2年生の頃より貸本漫画誌『街』『影』などに「杉野アキオ」の名で投稿し、劇画家を目指す。月に20ページぐらいの作品を2作は投稿するペースで、入選は2回だったという。1964年、虫プロダクションに所属していた真崎守から、アニメーターとして同社に入社するよう手紙で誘いを受ける。真崎は、貸本劇画誌の投稿欄に掲載された杉野の手によるカットを見て「サンパク眼にゲジゲジ眉の画風がはやっている時期に、そうではない、やわらかい描線で描かれたキャラクターだった」ことが印象に残ったと述べている。
同年に虫プロに入社し、『鉄腕アトム』第84話で動画としてデビュー。『ジャングル大帝（第1作）』で動画 / 原画を経た後、1966年の『ジャングル大帝 進めレオ！』第10話で実質的な作画監督デビュー。虫プロで杉野より8か月後輩となる金山明博は、彼が入社した1965年時点で、杉野が先輩アニメーターの注目を集める存在だったと証言する。杉野自身はこの時代の仕事の先生として平田敏夫、村野守美の名を挙げ、平田は「どんなにコケても怒ったりしなかった」、村野には「モノを創るのはこうするのだと、男らしくキッチリ言ってもらえ」たと感謝の意を述べている。
杉野は虫プロに入社する前から貸本で出崎統の漫画を読んでおり、憧れていた。出崎との仕事上の接触は、1968年の『わんぱく探偵団』で各話演出＝出崎、作画＝杉野の回が数回あったのが最初だが、初めて互いを直接的に意識したのは、1969年の日米合作『フロスティ・ザ・スノーマン〜温かい雪だるま』の制作時に机を並べて原画を描いたときであった。杉野は長髪の頭を机に突っ伏して絵を描く出崎を見て「寝ているのか」と思い、出崎は杉野の作画に「やたらうまい」と感心したのが第一印象だったという。
1970年の『あしたのジョー』で、監督が出崎、作画監督が杉野（金山明博、荒木伸吾と共同）という布陣が本格的に実現した。当時虫プロの新人だった安彦良和は、『ジョー』制作班について「虫プロの質のいい連中が集まっていた」と語っている。1972年には『ジョー』班の丸山正雄、出崎、川尻善昭らと共にマッドハウスの設立に参加。以降、マッドハウス時代は東京ムービー、東京ムービー新社作品を中心に出崎とのコンビで多くの作品を手がけたが、他にもズイヨー映像、日本アニメーション、タツノコプロ、東映動画などの作品にも作画監督や原画で多数参加している。当時杉野が描いた『科学忍者隊ガッチャマン』の原画を見たことがある大橋学は、「杉野さんが描く『ガッチャマン』がキャラ表（設定書）よりいいんですよ。（杉野さんの実力は）凄いとは思っていたけど、直に見るともっと凄い」と述べている。
1980年、『あしたのジョー2』の制作に際して出崎と共にマッドハウスを退社、スタジオあんなぷるを設立。杉野自身が明らかにしたところでは、当時マッドハウスでは作品を2本以上並行して制作していたが、『ジョー2』のみに集中したいと主張した出崎・杉野と、経営上の理由からそれを認めなかった会社側が決裂したとのこと。あんなぷるでは森本晃司、福島敦子、大塚伸治らを育成した。1980年代後半から1991年までは海外との合作にも多数参加し、1993年以降は手塚プロダクション制作の作品を中心に活動している。2000年代にはキャラクターデザイン / 作画監督だけでなく、1970年代以来となる「原画」の役職もいくつかの作品で担当。さらに、2003年の劇場用映画『ぼくの孫悟空』では、自身初となる監督を務めている。

## 参加作品

### テレビアニメ
1963年
- 鉄腕アトム（第1作）（ - 1966年、動画）

1965年
- ジャングル大帝（第1作）（ - 1966年、動画）

1966年
- ジャングル大帝 進めレオ！（ - 1967年、動画・原画・作画監督）

1968年
- わんぱく探偵団（作画監督）
- 佐武と市捕物控（ - 1969年、作画監督）

1970年
- あしたのジョー（ - 1971年、作画監督）

1971年
- 国松さまのお通りだい（ - 1972年、絵コンテ・作画監督）

1972年
- 科学忍者隊ガッチャマン（ - 1974年、原画）

1973年
- ジャングル黒べえ（作画監督）
- エースをねらえ!（ - 1974年、作画監督）

1974年
- アルプスの少女ハイジ（原画）
- 柔道讃歌（作画監督）
- 小さなバイキングビッケ（ - 1975年、原画）
- ウリクペン救助隊（ - 1975年、キャラクターデザイン）
- てんとう虫の歌（ - 1976年、作画監督）

1975年
- ラ・セーヌの星（キャラクターデザイン）
- 草原の少女ローラ（ - 1976年、原画）

1976年
- 大空魔竜ガイキング（ - 1977年、原作・作画監督）
- まんが世界昔ばなし（ - 1979年、作画監督）

1977年
- ジェッターマルス（キャラクター設計・監修、作画監督）
- アローエンブレム グランプリの鷹（ - 1978年、オリジナルデザイン）
- 家なき子（ - 1978年、作画監督）

1978年
- 宝島（ - 1979年、作画監督）

1979年
- アニメーション紀行 マルコ・ポーロの冒険（キャラクター設定）

1980年
- トム・ソーヤーの冒険（作画監督）
- 坊っちゃん（キャラクターデザイン・作画監督)
- あしたのジョー2（ - 1981年、作画監督）

1982年
- スペースコブラ（ - 1983年、作画監督）

1983年
- キャッツ・アイ（ - 1984年、キャラクターデザイン）

1984年
- 魔法少女レインボーブライト（ - 1986年、作画監督）
- マイティ・オーボッツ（キャラクターデザイン・作画監督）

1986年
- ギャラクシー・ハイスクール（作画監督）

1989年
- レポーター・ブルース（キャラクターデザイン）

1991年
- おにいさまへ…（ - 1992年、作画監督）

1993年
- ヒロシマに一番電車が走った 〜300通の被爆体験手記から〜（キャラクターデザイン）

1997年
- 手塚治虫の旧約聖書物語（作画監督）
- 白鯨伝説（ - 1999年、原作・作画監督）

2003年
- アストロボーイ・鉄腕アトム（ - 2004年、原画）

2004年
- 火の鳥（キャラクターデザイン・作画監督）
- ブラック・ジャック（ - 2006年、キャラクターデザイン・絵コンテ・作画監督）

2005年
- 雪の女王　The Snow Queen（ - 2006年、キャラクターデザイン）

2006年
- ブラック・ジャック21（キャラクターデザイン・作画監督）
- NANA（ - 2007年、原画）
- 銀魂（ - 2010年、作画監督・原画）

2007年
- もっけ（ - 2008年、作画監督）

2008年
- ウルトラヴァイオレット:コード044（キャラクターデザイン・総作画監督・作画監督）

2009年
- 源氏物語千年紀 Genji（キャラクターデザイン・総作画監督・作画監督）

2015年
- 長門有希ちゃんの消失（原画）
- ヤング ブラック・ジャック（原画・後提供イラスト）
- 3月のライオン（原画）

2018年
- ふるさとめぐり 日本の昔ばなし（キャラクターデザイン・絵コンテ・演出・作画）

2019年
- どろろ（原画）

2024年
- ザ・ファブル（総作画監督・原画）
- 僕の妻は感情がない（原画）

### 劇場アニメ
1969年
- 千夜一夜物語（動画）

1979年
- エースをねらえ!（作画監督）

1980年
- あしたのジョー（作画監督）
- 家なき子（作画監督）

1981年
- ユニコ（作画監督）
- あしたのジョー2（作画監督）

1982年
- SPACE ADVENTURE コブラ（作画監督）

1983年
- ゴルゴ13（作画監督）

1984年
- おしん（キャラクターデザイン）

1986年
- 11人いる!（キャラクターデザイン）

1987年
- 宝島（作画監督）

1996年
- ブラック・ジャック（キャラクターデザイン・作画監督）

1997年
- ジャングル大帝（キャラクターデザイン・作画監督）

2003年
- ぼくの孫悟空（監督・キャラクターデザイン・作画監督）

2005年
- 劇場版AIR（原画）
- ブラック・ジャック ふたりの黒い医者（キャラクターデザイン・作画監督）
- Dr.ピノコの森の冒険（キャラクター監修）

### 日米合作作品
- Frosty The Snowman（1969年12月7日、原画）
- The Mad, Mad, Mad Comedians（1970年、原画）
- Tomfoolery（1970年、絵コンテ清書）
- Mr. Toad（1970年、原画）
- Sweet Sea（1985年、キャラクターデザイン・作画監督）
- Disney's Gummi Bears（1989年、作画監督）

### OVA
1986年
- 那由他（キャラクターデザイン・作画監督）

1987年
- スペース・ファンタジア 2001夜物語（キャラクターデザイン・作画監督）

1988年
- エースをねらえ!2（キャラクターデザイン・作画監督）
- 現世守護神ぴーひょろ一家（キャラクターデザイン・作画監修）
- 銀河英雄伝説（ - 1989年、ゲストキャラクター原案）

1989年
- 華星夜曲（キャラクターデザイン・作画監督）
- 海の闇、月の影（作画監督）
- エースをねらえ!ファイナルステージ（ - 1990年、キャラクターデザイン）

1990年
- 力王 RIKI-OH VIOLENCE 2 滅びの子（キャラクターデザイン）
- B・B（ - 1991年、キャラクターデザイン・作画監督）
- 修羅之介斬魔劍・死鎌紋の男（キャラクターデザイン・作画監督）

1992年
- 宝島メモリアル 夕凪と呼ばれた男（作画監督）

1993年
- ブラック・ジャック（ - 2011年、キャラクターデザイン・作画監督）

1998年
- ゴルゴ13〜QUEEN BEE〜（キャラクターデザイン・作画監督）

### その他
制作年不明
- ケンとすてきな仲間（パイロットフィルム、作画）

1969年
- あしたのジョー（パイロットフィルム3種、作画）

1974年
- 純愛山河 愛と誠（ - 1975年、OP作画）

1975年
- ザ・ファイヤー・Gメン（防災アニメ、原画）

1976年
- 幸せは安全と共に（PR映画、原画）

1981年
- 電話の天使、電話の悪魔 電話のマナーは思いやり（RR映画）
- SPACE ADVENTURE COBRA（英語版パイロットフィルム、作画）

1987年
- リトル・ニモ（パイロットフィルム、キャラクターデザイン・作画監督）

1994年
- オサムとムサシ（キャラクターデザイン・作画監督）

1995年
- 都会のブッチー（作画監督）
- 昆蟲つれづれ草（作画監督）

1996年
- オツベルと象（ハイビジョンテスト映像、キャラクターデザイン・作画監督）